# Борт

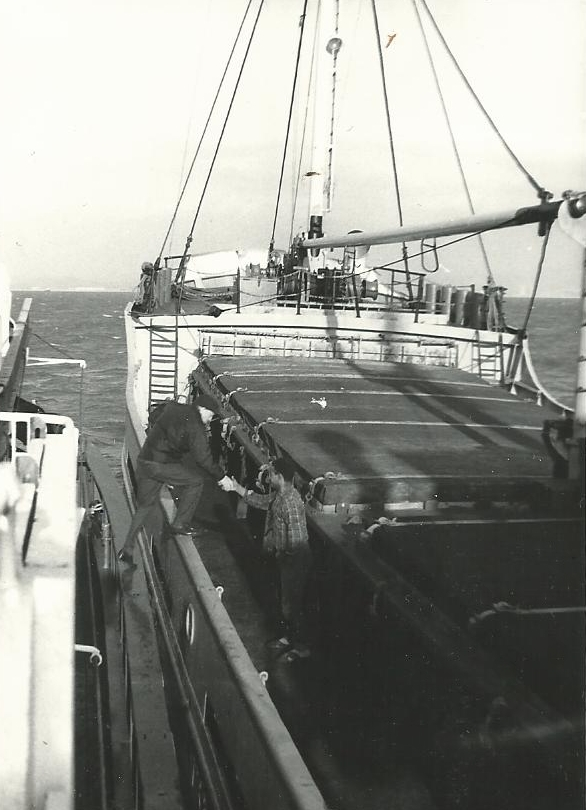
Лоцман перепрыгивает с борта лоцманского катера на борт судна. 1968

Борт (от нидерл. boord или нем. Bord) — боковая часть судна, состоит из наружной обшивки и подкрепляющего набора. 
В других источниках указано что Борт — бок корабля, и правым и левым бортом называются правая или левая сторона корабля, смотря с кормы на нос. Часть борта выше верхней палубы называют «фальшбортом». Слово «борт» из судостроительной терминологии перешло в автомобильную и авиационную, например: грузовой автомобиль с бортовой платформой (просторечное — бортовой автомобиль), борт самолёта, бортовое оборудование и так далее. 

## Иностранные названия

### Голландско-немецкая терминология
Ещё со времён Петра I на Руси (в России) повелось называть части судна на голландский манер. Так, правый борт было принято называть «штирбортом» (stuurboord), левый борт — «бакбортом» (bakboord).

### Международный морской язык (английская терминология)
Однако в связи с тем, что английский язык стал международным морским языком, все переговоры моряки ведут на английском. Поэтому сегодня моряки всех стран называют стороны борта на английский манер (по-голландски могут понимать только моряки региона Северного моря и Балтики). Так, правый борт принято называть starboard side (старборд сайд), а левый — port side (порт сайд). Интересно происхождение слов starboard и port. Когда-то суда швартовались всегда левым бортом, и имели на левом борту специальный портик (дверь в фальшборте) для установки сходней, и проведения грузовых операций через сходни. Первоначально левый борт называли larboard, от lodeboard, то есть «погрузочный борт». На правом борту на корме располагалось рулевое весло (oar for steering, то же steor). Затем steorbord перефразировалась в starboard, только звёзды здесь ни при чём (star — «звезда»).
В дальнейшем моряки перестали употреблять английские слова left и right («лево» и «право»), и заменили их названиями бортов port и starboard (по названиям бортов судна).

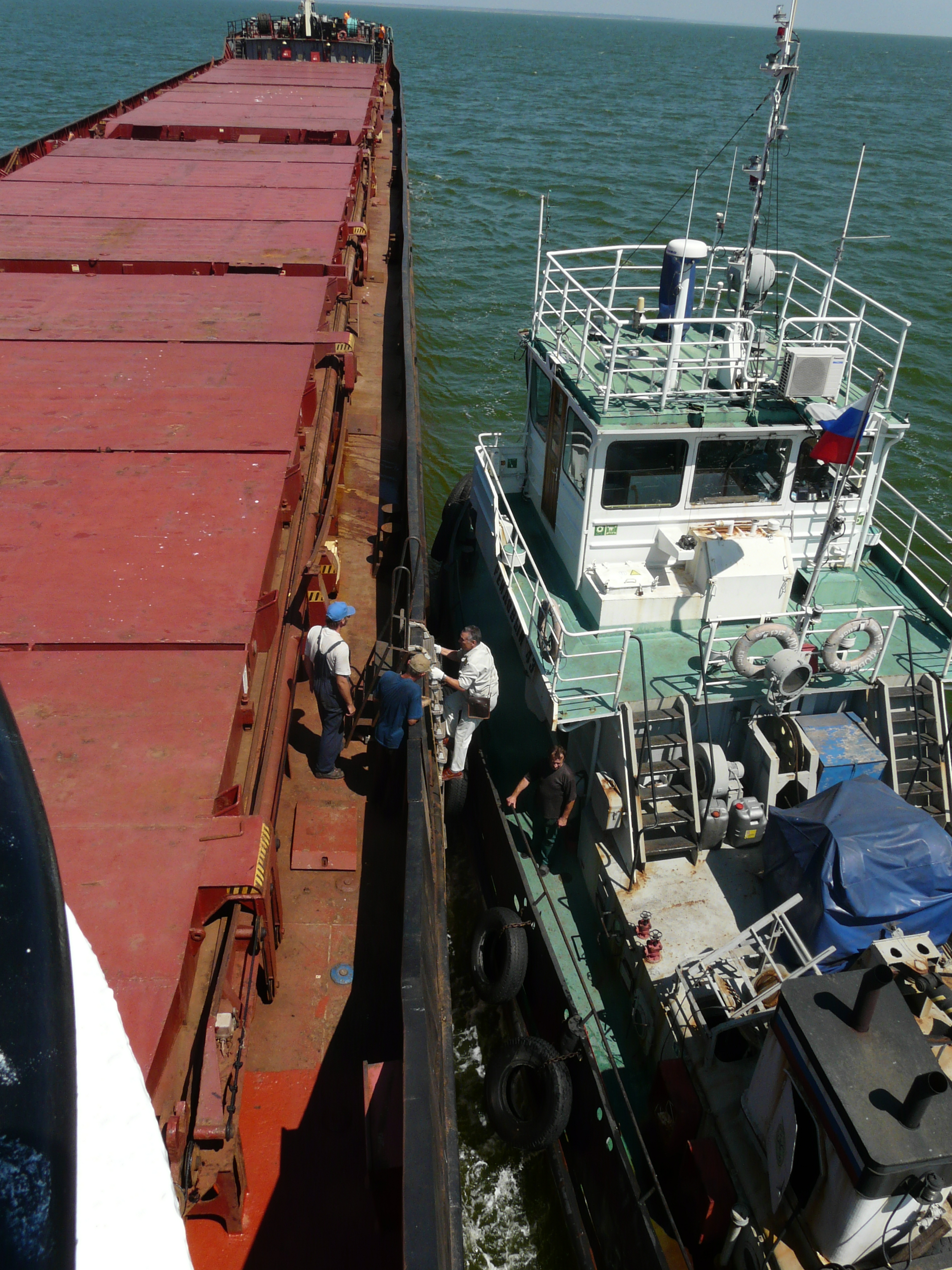
Лоцманский трап по правому борту. Лоцманский катер подошёл к правому борту судна (с правого борта). Лоцман поднимается по правому борту

В Стандартном морском навигационном словаре-разговорнике (второе, английское название Standart marine navigation vocabulary), издание Москва ММФ 1975 года (это проект, но в следующих изданиях то же самое), также употребляют port side и starboard side при названии бортов судна. Вот некоторые фразы из этого словаря-разговорника:
- Please rig pilot ladder on port/starboard side — «пожалуйста, подайте лоцманский трап с левого/правого борта»
- I have a list to port/starboard of … degrees — «у меня крен на левый/правый борт … градусов» (здесь сокращают, убирая слово side — это допускается, и часто используется)
- The vessel to port/starboard of you is … — судно, находящееся от вас с левого/правого борта
- Do not pass on my port/starboard side — не проходите с моего левого/правого борта
- Ship astern wishes to overtake on your port/starboard side — судно по корме хочет обогнать вас по левому/правому борту

Эту терминологию используют моряки загранплавания всего мира, а не только Балтики.

### Испанская и похожие европейские терминологии
| Русский     | Испанский | Португальский | Французский | Итальянский |
| ----------- | --------- | ------------- | ----------- | ----------- |
| правый борт | estribor  | estibordo     | tribord     | tribordo    |
| левый борт  | babor     | bombordo      | bâbord      | babordo     |

В испанском, как и в английском языке, используют другие слова в обычной речи (не морском языке) для обозначения «левого» и «правого».

## Цвета бортов в ночи
Ночью судно не видно и для обозначения своего движения с начала XIX века суда выставляют огни, на левом борту — красный огонь, на правом — зелёный. Зелёный и красный — наиболее отличимые друг от друга огни в ночи.